# Первая авеню
Пе́рвая авеню́ (англ. First Avenue) — оживлённая улица между севером и югом на восточной стороне Нью-Йорка, район Манхэттена, которая начинается с Хаустон-стрит, идёт на север вдоль более чем 125 зданий, после чего заканчивается у моста Уиллис-Авеню (Willis Avenue Bridge) в Бронксе на реке Гарлем (Харлем) около 127-й улицы. К югу от Хаустон-Стрит шоссе продолжается как Аллен-Стрит (Allen Street) на юг к Канал-стрит. Движение по Первой авеню происходит на север.
Первая авеню проходит главным образом через множество жилых районов. Между 42-й улицей и 45-й улицей граничит с зданиями Штаб-квартиры ООН и четырьмя линиями подземки.

## История
По примеру других больших северных / южных направлений города, Первая авеню была представлена в генеральном плане Манхэттена 1811 года, который предусматривал двенадцать авеню, пересекающих Манхэттен в длину.
Линия Второй авеню наземного транспорта IRT (IRT Second Avenue Line) проходила выше Первой авеню от Хаустон-Стрит до 23-й улицы, прежде чем повернуть налево на 23-й и затем — прямо на Вторую авеню.
Начинаясь на юге, Первая авеню проходит через Ист-Виллидж, ранее преимущественно немецкий, а затем — еврейский район, теперь населённый главным образом молодыми профессионалами. Затем снова поднимается к кварталу Марри-Хилл.
Первая авеню пересекает реку Гарлем на 127-й улице через мост Уиллис-Авеню (Willis Avenue Bridge) и заканчивается Уиллис-Авеню в Бронксе.